# Sausar Belt

Vereinfachte Geographie des indischen Subkontinents

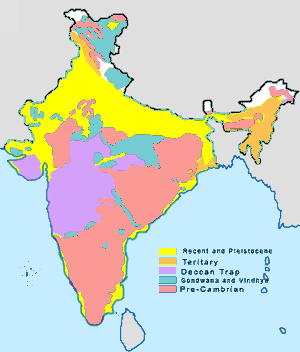
Vereinfachte Geologische Karte des indischen Subkontinents

Der Sausar Belt ist ein orogener Gürtel im indischen Subkontinent. Er erstreckt sich leicht bogenförmig mit einer Länge von ca. 300 Kilometer (km) und einer Breite von ca. 70 km vom Chhindwara Distrikt des Bundesstaates Madhya Pradesh im Westen bis zum Balaghat Distrikt im Osten und verläuft durch die Distrikte Nagpur und Bhandara im Bundesstaat Maharashtra.
Geologisch liegt er am südlichen zentralen Rand der Central India Tectonic Zone bzw. des Satpuragebirge (Satpura Range) zwischen der Gavilgar-Tan Shear Zone und der Central Indian Suture Zone.
Das Satpuragebirge ist der aufgeschlossene Teil der Central India Tectonic Zone (CITZ). Die CITZ ist die bedeutendste Scherzone im indischen Subkontinent und durchzieht ihn mit einer Länge von ca. 2000 km und einer Breite von ca. 400 km in quasi Ostwest-Richtung, beginnend am Arabischen Meer im Westen bis zum Shillong Plateau im Osten. Diese Scherzone entstand infolge der Kollision des North Indian Block mit dem South Indian Block. Erstere bestand im Wesentlichen aus dem Bundelkhand-Kraton und dem Aravalli-Kraton, letzterer umfasste den Singhbhum-Kraton, den Bastar-Kraton und den Dharwar-Kraton. Heute ist die CITZ im Westen weitgehend von den magmatischen Schichten des paläozänen Dekkan-Trapps überdeckt. In mittleren Bereichen liegt sie unter paläozoischen bis quartären Sedimenten verborgen.

## Regionale Geologie
Der Sausar Belt basiert auf einem gneissischen Grundgebirge (Tirodi Gneiss Complex), der dem Rand des Bastar-Kratons vorgelagert ist. Dieser Gneiskomplex besteht aus verschiedenartigen Ortho- und Paragneisen, Amphiboliten, Kalksilikatgneisen, Granuliten, Glimmerschiefern und Granitoiden. Entstanden ist er aus magmatischen Protolithen (Ausgangsgesteinen). In der nördlichen Zone stammen diese aus einer frühpaläoproterozoischen Quelle von 2494 bis 2106 mya aus im Wesentlichen juvenilem (neu gebildetem) Material mit geringen Anteilen an Krustenkomponenten. Die auskristallisierten granitischen Gneise haben ein Alter zwischen 1577 und 1454 mya. In der südlichen Zone lag eine sedimentäre Krustenquelle zu Grunde mit einem paläoarchaischen Alter von 3630 bis 3051 mya. Die daraus entstandenen Gneise datieren zwischen 1603 und 1584 my. Sie wurden um 1572 mya und 1415 mya metamorph überprägt. Das Genesemuster deutet auf eine akkretionäre Orogenentwicklung möglicherweise in einem Backarc-Becken eines sregime hin.

Vermutlicher Verlauf des Sauerstoffgehaltes in der Erdatmosphäre

Auf dem Grundgebirge entwickelte sich zwischen 2200 und 1800 mya eine suprakrustale Sedimentsequenz. Sie besteht überwiegend aus Kalksilikatgneisen, Konglomeraten, Bändererzen (Banded Iron Formation BIF), Cherts, calcitischen und dolomitischen Marmoren, Quarz-Schiefern, Phylliten, Arkosen, Peliten und Quarziten. Eingeschaltet sind verschiedene ultramafische Gesteine, Rhyolithe, Basalte und Tuffe. Quasiparallel zu den Sedimentschichten treten geschichtete (stratiforme) Mangan-Lagerstätten auf. Diese bilden die größten Mangan-Vorkommen Indiens. Im basalen Bereich der Sequenz befinden sich diamiktitische Ablagerungen, die Anzeichen glazioger Einflüsse aufweisen. Diese werden zeitlich der Großen Sauerstoffkatastrophe (Great Oxygenation Event) und der paläoproterozoischen Vereisung, auch archaisches Eiszeitalter oder Huronische Eiszeit (Huronian glaciation) genannt, zugeordnet, die sich zwischen 2400 und 2000 mya ereignet hatten.
Die suprakrustale Sequenz wurde stark deformiert und gefaltet. Entlang der axialen Zone der Faltungen sind verschiedene Lagen und/oder Schuppen vom gneissischen Grundgebirge eingeschaltet. Der mittlere Bereich der Sequenz wurde mit Amphibolit-Fazies metamorph überprägt, in dem Amphibolite vorherrschen.
Die frühesten Deformationen und Metamorphosen in der suprakrustalen Sedimentsequenz ereigneten sich zwischen 2100 und 1900 mya. Weitere folgten in mehreren Phasen von 1800 bis 800 mya.
An den Rändern den Sausar Belts entstanden Gürtel mit metamorpher Gesteinsüberprägung zu Granulit-Fazies. Am nördlichen Rand treten mafische Granulite und hochgradig überprägte felsische Gneise auf. Sie bilden den Ramakona-Katangi Granulite Belt. Dieser grenzt an die Gavilgarh-Tan Shear Zone. Am südlichen Rand liegt der Balaghat-Bhandara Granulite Belt, welcher an die Central Indian Suture Zone anschließt.